# S111 (Amsterdam)
De S111 (stadsroute 111) is een verkeersweg in Amsterdam. De weg verbindt het Julianaplein (gelegen voor het Amstelstation) en de S112  met de A10, de Villa ArenA in de Bijlmermeer en de A9. Vervolgens maakt de S111 (hier tevens S112) een lus langs het Academisch Medisch Centrum (anders bewegwijzerd; zie Traject) en sluit nogmaals aan op de A9. De weg heet achtereenvolgens Julianaplein, Overzichtweg, Spaklerweg, Holterbergweg, Muntbergweg en Meibergdreef.
Ringweg A10 (Ringweg-West, -Noord / -Oost / -Zuid)

Overige autosnelwegen:
voorheen Muiderstraatweg (A1) · 
Utrechtseweg (A2) · 
Haagseweg (A4) · 
Westrandweg (A5) · 
Coentunnelweg (A8) ·
Gaasperdammerweg (A9)

Stadsroutes:
S100 ·
S101 ·
S102 ·
S103 ·
S104 ·
S105 ·
S106 ·
S107 ·
S108 ·
S109 ·
S110 ·
S111 ·
S112 ·
S113 ·
S114 ·
S115 ·
S116 ·
S117 ·
S118

Overige wegen:
Gooiseweg ·
Haarlemmerweg ·
Nieuwe Leeuwarderweg ·
Nieuwe Utrechtseweg

Knooppunten:
Amstel ·
Coenplein ·
De Nieuwe Meer ·
Holendrecht ·
Watergraafsmeer